# グッバイガール (アルバム)
『グッバイガール』は、1988年11月16日に発表された中島みゆきの16作目のオリジナルアルバムである。

## 解説
プロデューサー兼アレンジャーとして、瀬尾一三が初めて参加したアルバムで、1984年発売の『はじめまして』から続いていた“御乱心の時代”は、本作を以て終止符が打たれることとなり、本作以降、瀬尾との関係が緊密化し、瀬尾も中島と長渕剛の作品プロデュースに力を注ぐことになる。
本アルバムには未収録だが、タイトルと同じ「グッバイガール」という曲が、1989年に発売されたシングル「あした」のカップリング曲で収録されている。
同時に本作を以て、公式なLPの発売が終了し、次作以降はカセットテープとCDでのリリースとなる。

## 再発盤
このアルバムのポニーキャニオン盤は既に廃盤となっているが、2021年現在でも、このアルバムを含んだ通販限定CDボックスは、ポニーキャニオンショッピングクラブにて販売中である。
現行盤のCDは2018年にヤマハミュージックコミュニケーションズから発売されたもの（デジタルリマスタリングされた）。
2013年、Tom Bakerにより新たにデジタルリマスタリングされたCDがクリスタルディスクにて発売された（規格品番：YMPCD-10025）。

## 収録曲

### LPレコード
| 全作詞・作曲: 中島みゆき、全編曲: 瀬尾一三。 |                      |            |            |      |
| #                                            | タイトル             | 作詞       | 作曲・編曲 | 時間 |
| 1.                                           | 「野ウサギのように」 | 中島みゆき | 中島みゆき | 4:22 |
| 2.                                           | 「ふらふら」         | 中島みゆき | 中島みゆき | 4:40 |
| 3.                                           | 「MEGAMI」           | 中島みゆき | 中島みゆき | 4:53 |
| 4.                                           | 「気にしないで」     | 中島みゆき | 中島みゆき | 4:59 |
| 5.                                           | 「十二月」           | 中島みゆき | 中島みゆき | 3:59 |
| 合計時間:                                    | 合計時間:            | 22:53      |            |      |

| 全作詞・作曲: 中島みゆき、全編曲: 瀬尾一三。 |                                |            |            |      |
| #                                            | タイトル                       | 作詞       | 作曲・編曲 | 時間 |
| 1.                                           | 「たとえ世界が空から落ちても」 | 中島みゆき | 中島みゆき | 4:10 |
| 2.                                           | 「愛よりも」                   | 中島みゆき | 中島みゆき | 6:10 |
| 3.                                           | 「涙 -Made in tears-」         | 中島みゆき | 中島みゆき | 5:08 |
| 4.                                           | 「吹雪」                       | 中島みゆき | 中島みゆき | 6:33 |
| 合計時間:                                    | 合計時間:                      | 22:01      |            |      |

### CD
| 全作詞・作曲: 中島みゆき、全編曲: 瀬尾一三。 |                                |            |            |      |
| #                                            | タイトル                       | 作詞       | 作曲・編曲 | 時間 |
| 1.                                           | 「野ウサギのように」           | 中島みゆき | 中島みゆき | 4:22 |
| 2.                                           | 「ふらふら」                   | 中島みゆき | 中島みゆき | 4:40 |
| 3.                                           | 「MEGAMI」                     | 中島みゆき | 中島みゆき | 4:53 |
| 4.                                           | 「気にしないで」               | 中島みゆき | 中島みゆき | 4:59 |
| 5.                                           | 「十二月」                     | 中島みゆき | 中島みゆき | 3:59 |
| 6.                                           | 「たとえ世界が空から落ちても」 | 中島みゆき | 中島みゆき | 4:10 |
| 7.                                           | 「愛よりも」                   | 中島みゆき | 中島みゆき | 6:10 |
| 8.                                           | 「涙 -Made in tears-」         | 中島みゆき | 中島みゆき | 5:08 |
| 9.                                           | 「吹雪」                       | 中島みゆき | 中島みゆき | 6:33 |
| 合計時間:                                    | 合計時間:                      | 44:54      |            |      |

## 楽曲解説
1. 野ウサギのように
  - アルバム発売の翌年1989年春のツアータイトルにもなった曲。
2. ふらふら
3. MEGAMI
4. 気にしないで
5. 十二月
  - この曲では歌詞の一部がカットされていて、本来は1番から4番まで歌詞が存在するものの、2番の歌詞がレコード会社より「辛辣過ぎる」という理由で自主規制されることとなり、録音物として記録されているのは1番、3番、4番の部分である。
  - 1989年の「夜会」と1997年のコンサートツアー『中島みゆきCONCERT TOUR '97「パラダイス・カフェ」』では、その一部カットされていた歌詞が披露された。
6. たとえ世界が空から落ちても
7. 愛よりも
8. 涙 -Made in tears-
  - このアルバムの先行シングルで、前川清に提供した楽曲のセルフカバー。なお原曲のタイトルは「涙」。
9. 吹雪
  - 第五福竜丸事故、北海道の泊原発建設反対運動がモチーフとされている。
  - 1989年のコンサートツアーでは、「あまり自己の曲について解説をしないのですが」と前置きし、この曲について「ブームには気をつけて下さい」とコメントしている。
  - 2020年に、上杉昇がシングル「カワラコジキ」のカップリングにてカバー[4]。

## 演奏者
- Vocals：中島みゆき

- Drums：青山純, 山木秀夫, 長谷部徹, Fairlight 3 CMI, TR-707, TR-808
- Bass：美久月千晴, 高水健司, 富倉安生
- Keyboards：倉田信雄, 中西康晴, 島健, エルトン永田, 瀬尾一三
- E.Guitar：今剛, 斉藤英夫
- A.Guitar：吉川忠英
- T.Sax：古村敏比古
- E.Violin：篠崎正嗣
- Strings：友田グループ
- Back Vocals：杉本和世, 瀬尾一三, 中島みゆき
- Programmer：中山信彦(Z's), 浦田恵司(EMU), 森達彦(Hammer), 瀬尾一三